# 인자이시
인자이시(일본어: 印西市)는 일본 지바현 북서부에 있는 인구 약 6만 명의 시이다. 인자이시와 주변 4개 시촌에 걸쳐 있는 지바 뉴타운이 있고 시민의 약 60%가 이 지역에 산다.

## 지리
도쿄 도심에서 35km, 지바시에서는 25km 떨어져 있다. 세 방면으로 도네강, 인바늪, 데가늪에 둘러싸여 있다. 주변의 사쿠라시, 요쓰카이도시, 시로이시, 야치마타시, 나리타시, 도미사토시, 시스이정, 사카에정, 인바촌, 모토노촌과 합해 "인바 군시"(印旛郡市)로 불린다.
남부의 시모사 대지상에는 지바 뉴타운이 동서로 펼쳐져 있고, 지바뉴타운추오역 주변 및 국도 464호선을 따라 인자이시의 경제, 상업 중심지(신시가지)를 이루고 있다. 한편 북부 도네강 기슭의 저지에는 도네강 수운의 슈쿠바(역참)였던 구시가지가 있고 시청이나 경찰서 등 행정 기관이 위치한다. 그러나 근래에는 상가의 쇠퇴가 문제가 되고 있다.
1980년대 이후 지바 뉴타운의 개발로 주변 시정촌과 함께 인구가 급격하게 증가했다. 그러나 경제 정세의 변화로 지바 뉴타운 사업은 축소되어 근래에는 인구 증가 속도가 느려졌다.

### 인접하는 지자체
- 가시와시
- 나리타시
- 아비코시
- 시로이시
- 야치요시
- 사쿠라시
- 인바군 시스이정, 사카에정

## 역사
에도 시대에는 도네강의 수운으로 번성하고 물자 이송이나 가토리 신사, 가시마 신궁, 소쿠세이 신사 등으로 기노시타 가도 부근에 있던 기노시타 하안이 번창했다.
- 1954년 12월 1일 - 인바군 오모리정, 기노시타정, 후나오촌, 에이지촌 등 2정 2촌이 합병해 인바군 인자이정이 탄생했다.
- 1984년 3월 19일 - 호쿠소 철도 호쿠소선(지바 뉴타운선)이 개통하고 지바뉴타운추오역이 개업하였다. 지바 뉴타운 중앙 지역의 입주가 시작되었다.
- 1996년 4월 1일 - 시로 승격하였다.
- 2010년 3월 23일 - 인바군 인바촌과 모토노촌을 편입 합병하였다.

## 교통

### 철도
- 동일본 여객철도 나리타선
- 호쿠소 철도 호쿠소선
  - 지바뉴타운추오역 - 인자이마키노하라역 - 인바니혼이다이역

### 도로
- 국도 제356호선
- 국도 제464호선

## 인구
| 연도 | 인구   | ±%     |
| ---- | ------ | ------ |
| 1950 | 31,771 | —      |
| 1960 | 30,440 | −4.2%  |
| 1970 | 28,011 | −8.0%  |
| 1980 | 29,970 | +7.0%  |
| 1990 | 55,131 | +84.0% |
| 2000 | 79,780 | +44.7% |
| 2010 | 88,146 | +10.5% |